# Cienie PRL-u
Cienie PRL-u – widowisko publicystyczne emitowane w TVP1 od marca do lipca 2008. Prowadzącym i współautorem każdego odcinka był Bronisław Wildstein. Pomysłodawcami cyklu byli Witold Gadowski i Katarzyna Gójska-Hejke. Współautorami poszczególnych odcinków byli m.in. Barbara Pajchert, Miłosz Horodyski, Ewa Łosińska, Maciej Chłopicki, Maciej Korkuć, Jarosław Szarek, Henryk Głębocki, Przemysław Semczuk, Maciej Muzyczuk. Od czerwca 2008 program był emitowany również na antenie TVP Historia.
Program w założeniu jest próbą wyjaśnienia i zrozumienia czasów PRL, a przede wszystkim ukazania nieznanych faktów na podstawie dokumentów z archiwum Instytutu Pamięci Narodowej. W każdym programie występują zaproszeni goście, często uczestnicy historycznych zdarzeń. Prowadzący stara się wraz z dyskutantami odpowiedzieć na pytanie w jaki sposób w różnych sferach życia społecznego istnieją jeszcze pozostałości PRL-u. Jedną z inspiracji dla powstania cyklu była książka Długi cień PRL-u, czyli dekomunizacja której nie było autorstwa Bronisława Wildsteina.